# Cratere Beruri
Beruri  è un cratere sulla superficie di Marte.